# Covance
Covance Inc. tidligere Hazleton Laboratories America, Inc., er et amerikansk selskab med hovedkvarter i Princeton, New Jersey, som udvikler medicin og tester på dyr. Ifølge deres egen webside er de et af verdens største selskaber af sin art, med årlig omsætning på over 1 milliard dollar, afdelinger i 18 lande og over 7.000 ansatter verden over. Det har verdens største centrale laboratorienetværk.
Firmaet handler også med import og salg af laboratoriedyr under navnet Covance Research Products Inc. (CRP), i Denver, Pennsylvania. Det er USA's største importør af primater og verdens største avler af laboratoriehunde. Selskabet ejer to hundeavlerfaciliteter, to primatcentre og en kaninavlerfacilitet.
Selskabet er kontroversielt, specielt efter beskyldninger om mishandling af primater i dets tyske og amerikanske laboratorier, og i forbindelse med et muligt udbrud af Ebola.

## Fodnoter
1. ↑  Covance webside.